# Katalin Juhász
Katalin Juhász-Nagy (* 24. November 1932 in Hódmezővásárhely) ist eine ehemalige ungarische Florettfechterin.

## Erfolge
Katalin Juhász gewann bei Weltmeisterschaften sieben Medaillen. Im Einzel belegte sie 1962 in Buenos Aires und 1963 in Danzig jeweils den dritten Rang. Mit der Mannschaft gewann sie dreimal den Titel: 1959 in Budapest, 1962 in Buenos Aires und 1967 in Montreal. Juhász-Nagy nahm an zwei Olympischen Spielen teil: 1960 in Rom zog sie im Mannschaftswettbewerb ins Finale gegen die Sowjetunion ein, das mit 3:9 verloren wurde. Bei den Olympischen Spielen 1964 in Tokio traf sie mit der ungarischen Equipe erneut im Finale auf die Sowjetunion und blieb dieses Mal mit 9:7 siegreich. Gemeinsam mit Lídia Dömölky-Sákovics, Paula Marosi, Judit Ágoston-Mendelényi und Ildikó Ujlakiné-Rejtő wurde sie damit Olympiasiegerin. Im Einzel wurde sie Fünfte.
1956 schloss sie ein Chemiestudium an der Universität der Wissenschaften Szeged ab.